# Liste der Kulturdenkmale in Harsleben
In der Liste der Kulturdenkmale in Harsleben sind alle Kulturdenkmale der Gemeinde Harsleben (Landkreis Harz) und ihrer Ortsteile aufgelistet. Grundlage ist das Denkmalverzeichnis des Landes Sachsen-Anhalt, das auf Basis des Denkmalschutzgesetzes des Landes Sachsen-Anhalt vom 21. Oktober 1991 durch das Landesamt für Denkmalpflege und Archäologie Sachsen-Anhalt erstellt und seither laufend ergänzt wurde (Stand: 31. Dezember 2021).

## Kulturdenkmale inHarsleben
| Lage                                  | Bezeichnung              | Beschreibung | Erfassungs- nummer | Ausweisungsart               | Bild              |
| ------------------------------------- | ------------------------ | --- | ------------------ | ---------------------------- | ----------------- |
| Ortsausgang nach Quedlinburg (Karte)  | Brücke                   | Brücke | 094 02310          | Baudenkmal                   | Weitere Bilder    |
| (Karte)                               | Himmelreichsmühle        | Mühle Himmelreichsmühle, Ortsausgang Richtung Wegeleben, gegenüber der Agrargenossenschaft                                                                              | 094 10467          | Baudenkmal                   | Himmelreichsmühle |
| Am Friedhof (Karte)                   | Friedhof Harsleben       | Friedhof | 094 02287          | Baudenkmal                   | Weitere Bilder    |
| Am Friedhof, auf dem Friedhof (Karte) | Kriegerdenkmal Harsleben | Kriegerdenkmal | 094 02287 001      | Teilobjekt eines Baudenkmals | Weitere Bilder    |
| Amtsstraße 2 (Karte)                  | Bauernhaus               | | 094 02299          | Baudenkmal                   | Weitere Bilder    |
| Amtsstraße 7 (an) (Karte)             | Mauer mit Inschrift      | | 094 02853          | Baudenkmal                   | Weitere Bilder    |
| Amtsstraße 8 (Karte)                  | Bauernhaus               | | 094 02302          | Baudenkmal                   | Weitere Bilder    |
| Amtsstraße 16 (Karte)                 | Bauernhaus               | | 094 02300          | Baudenkmal                   | Weitere Bilder    |
| Glockenstraße 10 (Karte)              | Bauernhaus               | | 094 02307          | Baudenkmal                   | Weitere Bilder    |
| Halberstädter Straße 8 (Karte)        | Villa                    | | 094 02314          | Baudenkmal                   | Weitere Bilder    |
| Halberstädter Straße 10 (Karte)       | Schützenkrug             | | 094 02294          | Baudenkmal                   | Weitere Bilder    |
| Halberstädter Straße 19 (Karte)       | Scheune                  | | 094 02309          | Baudenkmal                   | Weitere Bilder    |
| Halberstädter Straße 21 (Karte)       | Bauernhaus               | | 094 02304          | Baudenkmal                   | Weitere Bilder    |
| Halberstädter Straße 23 (Karte)       | Wohnhaus                 | | 094 02308          | Baudenkmal                   | Weitere Bilder    |
| Halberstädter Straße 33 (Karte)       | Wohnhaus                 | | 094 02315          | Baudenkmal                   | Weitere Bilder    |
| Kirchstraße 4 (Karte)                 | Kirche                   | St. Simon und Judas | 094 02284          | Baudenkmal                   | Weitere Bilder    |
| Kirchstraße 4 (Karte)                 | Klosterhof               | | 094 02283          | Baudenkmal                   | Weitere Bilder    |
| Kirchstraße 13 (Karte)                | Wohnhaus                 | Wohnhaus von der Straßen aus nicht einsehbar, geschlossene Hofanlage, Wohngebäude setzt hinter Wohnhaus Kirchstraße 14 an. Toranlage von Wohnhäusern 12 und 14 begrenzt | 094 00829          | Baudenkmal                   | Weitere Bilder    |
| Lange Straße 3 (Karte)                | Bauernhaus               | | 094 02298          | Baudenkmal                   | Weitere Bilder    |
| Lange Straße 15 (Karte)               | Rathaus                  | | 094 02289          | Baudenkmal                   | Weitere Bilder    |
| Mittentor 3 (Karte)                   | Gasthof                  | ehemaliger Gasthof, Giebelseite Ziegelsteinbau, längsseite zum Hof Fachwerk                                                                                             | 094 02297          | Baudenkmal                   | Weitere Bilder    |
| Mittentor 7 (Karte)                   | Pfarrhof                 | | 094 02303          | Baudenkmal                   | Weitere Bilder    |
| Mittentor 8 (Karte)                   | Bauernhaus               | ehemals Hof Hallensleben (Vier-Seiten-Hof), seit 1990 Verwaltungssitz der örtl. Agrargenossenschaft, gesamte bauliche Anlage 1995 grundlegend saniert                   | 094 02288          | Baudenkmal                   | Weitere Bilder    |
| Oberwasserstraße 15 (Karte)           | Bauernhaus               | | 094 02305          | Baudenkmal                   | Bauernhaus        |
| Oberwasserstraße 31 (Karte)           | Bauernhaus               | | 094 02306          | Baudenkmal                   | Weitere Bilder    |
| Otto-Bethmann-Straße 2 (Karte)        | Postamt                  | | 094 02295          | Baudenkmal                   | Weitere Bilder    |
| Otto-Bethmann-Straße 3 (Karte)        | Bauernhaus               | | 094 02296          | Baudenkmal                   | Weitere Bilder    |
| Otto-Bethmann-Straße 9 (Karte)        | Bauernhaus               | | 094 02313          | Baudenkmal                   | Weitere Bilder    |
| Quedlinburger Straße 20 (Karte)       | Wohnhaus                 | | 094 02312          | Baudenkmal                   | Weitere Bilder    |
| Quedlinburger Straße 39 (Karte)       | Wohnhaus                 | | 094 02311          | Baudenkmal                   | Weitere Bilder    |
| (Karte)                               | Grenzstein               | |                    | Kleindenkmal                 | Weitere Bilder    |

## Ehemalige Kulturdenkmale
Die nachfolgenden Objekte waren ursprünglich ebenfalls denkmalgeschützt oder wurden in der Literatur als Kulturdenkmale geführt. Die Denkmale bestehen heute jedoch nicht mehr, ihre Unterschutzstellung wurde aufgehoben oder sie werden nicht mehr als Denkmale betrachtet.
| Lage | Bezeichnung | Beschreibung                                            | Erfassungs- nummer | Ausweisungsart | Bild           |
| --- | ----------- | ------------------------------------------------------- | ------------------ | -------------- | -------------- |
| Lange Straße (alt: Krugberg) 14 im Ortskern nordöstlich des Kirchplatzes, Flur 5, Flurstück 342 (Karte) | Gasthof     | Schwarzer Adler; der Gasthof wurde nach 2009 abgerissen | 094 02290          | Baudenkmal     | Weitere Bilder |

## Legende
In den Spalten befinden sich folgende Informationen:
- Lage: Nennt den Straßennamen und wenn vorhanden die Hausnummer des Kulturdenkmals. Die Grundsortierung der Liste erfolgt nach dieser Adresse. Der Link „Karte“ führt zu verschiedenen Kartendarstellungen und nennt die geographischen Koordinaten.
Link zu einem Kartenansichtstool, um Koordinaten zu setzen. In der Kartenansicht sind Baudenkmale ohne Koordinaten mit einem roten bzw. orangen Marker dargestellt und können in der Karte gesetzt werden. Baudenkmale ohne Bild sind mit einem blauen bzw. roten Marker gekennzeichnet, Baudenkmale mit Bild mit einem grünen bzw. orangen Marker.
- Offizielle Bezeichnung: Nennt den Namen, die Bezeichnung oder zumindest die Art des Kulturdenkmals und verlinkt, soweit vorhanden, auf den Artikel zum Objekt.
- Beschreibung: Nennt bauliche und geschichtliche Einzelheiten des Kulturdenkmals, vorzugsweise die Denkmaleigenschaften.
- Erfassungsnummer: Für jedes Kulturdenkmal wird in Sachsen-Anhalt eine 20stellige Erfassungsnummer vergeben. Die letzten zwölf Ziffern werden für die Untergliederung nach Teilobjekten genutzt und werden nur angegeben, soweit vergeben. In dieser Spalte kann sich folgendes Icon  befinden, dies führt zu Angaben zu diesem Baudenkmal bei Wikidata.
- Ausweisungsart: Die Einordnung des Denkmales nach § 2 Abs. 2 DenkmSchG LSA
- Bild: Ein Bild des Denkmales, und gegebenenfalls einen Link zu weiteren Fotos des Kulturdenkmals im Medienarchiv Wikimedia Commons. Wenn man auf das Kamerasymbol klickt, können Fotos zu Kulturdenkmalen aus dieser Liste hochgeladen werden: